# Peritassa huanucana
Peritassa huanucana är en benvedsväxtart som först beskrevs av Ludwig Eduard Theodor Loesener, och fick sitt nu gällande namn av Albert Charles Smith. Peritassa huanucana ingår i släktet Peritassa och familjen Celastraceae. Inga underarter finns listade.